# Пензенська обласна картинна галерея імені К. А. Савицького
Пензенська обласна картинна галерея імені К. А. Савицького (рос. Пензенская областная картинная галерея имени К. А. Савицкого) — художня галерея в місті Пенза (Росія). Заснована 1892 року.

## Історія
Основу музею склала колекція картин, пожертвувана місту пензенським губернатором Н. Д. Селіверстовим. З січня 1892 року колекція, що отримала назву картинної галереї Селіверстова, була виставлена для широкого загалу в ремісничій школі Ф. Е. Швецова. «Пензенські відомості» писали: «у жовтні того ж року в приміщенні картинної галереї Селіверстова була відкрита виставка Товариства передвижників, на якій експонувалися роботи: «Взяття сніжного містечка» В. І. Сурикова, «Всюди життя» М. О. Ярошенко, «Христос і грішниця» В. Д. Полєнова, «Жнива» Г. Г. Мясоєдова та ін.»
У 1894—1897 роках за сприянням П. П. Семенова-Тян-Шанського на гроші (понад 500.000 рублів), які були заповідані Селіверстовим, у центрі Пензи була збудована малювальна школа за проектом архітектора А. П. Максимова.
У першому звіті училища 1898 року повідомлялося, що збірка складається з 224 художніх творів (картин, гравюр, акварелей і малюнків), розділених на три відділи: перший — оригінали і копії картин старих майстрів голландської, фламандської та італійської шкіл; другий — твори інших іноземних художників; третій — російський відділ.
Першим директором училища і музею став К. А. Савицький, рекомендований членами ради Академії художеств. Будучи викладачем МУЖВЗ, Савицький побоювався адміністративної роботи — в листі І. І. Шишкіну він писав: «Я багато думав і зважував, вникав в статут Пензенської школи, багато разів перечитував багатоскладні обов'язки директора — жорстоко відповідальне становище». Проте в травні 1897 року він прибув до Пензи. За його ініціативою було дозволено спільне навчання юнаків і дівчат, влаштовані майстерні для художників-викладачів. З Москви Савицьким були запрошені художники П. І. Коровін, М. К. Грандковський, скульптор К. О. Клодт, а також К. М. Жуков і О. М. Кайзер.
Близько 20 картин було подаровано відомими художниками. У поїздках по Пензенській губернії разом з охоронцем музею В. М. Терьохіним Савицький здобував експонати ужиткового мистецтва і предмети релігійного культу мордви. Російська Імператорська Академія передала в дар музею багато цінних експонатів. До 1902 року в музеї налічувалося вже 450 художніх творів.
Особливо великі надходження були від генерала А. А. Боголюбова: 1906 року він подарував 44 картини, старовинну зброю, посуд і предмети декоративно-ужиткового мистецтва, а в 1911—1912 роках за його заповітом в музей надійшло 192 одиниці живопису, акварелей і малюнків. До 1917 року число художніх творів складало майже 1000 одиниць.
У 1927 році музей був відділений від училища і приєднаний до краєзнавчого музею, при якому як художній відділ існував 10 років.
Управління у справах мистецтв 1937 року ухвалило рішення про утворення Пензенської обласної картинної галереї. У 1955 році указом Президії Верховної Ради РРФСР галереї та художньому училищу було присвоєно ім'я К. А. Савицького.

## Колекція
Основна колекція галереї знаходиться в корпусі № 1 — будівлі Пензенського відділення Селянського поземельного банку, побудованому в 1910—1912 рр. (архітектор А. І. фон Гоген). Копією споруди є будівля Чернігівської обласної бібліотеки імені В. Г. Короленка. Інша частина колекції знаходиться в корпусі № 2 — будівлі губернаторського будинку, побудованої в 1790-х роках. Корпуси галереї розташовані поруч (адреса корпусу № 1 — вул. Радянська, 3, адреса корпусу № 2 — вул. Радянська, 5).
Колекція галереї складається з творів мистецтва XVII—XXI ст. і налічує понад 14 тисяч одиниць зберігання. Широко представлено західноєвропейське, російське і радянське мистецтво, а також твори пензенських художників.
Найбільшу цінність становить збірка творів голландських художників XVII століття (Ґотфрід Схалкен, Адріан ван Остаде, Давід Тенірс молодший та ін.), французьких художників XVII—XIX ст. (Жак Куртуа, П'єр Міньяр та ін.), німецьких художників (Франц Ксавер Вінтергальтер та ін.), а також художників Російської імперії XVIII—XX століть (Федір Рокотов, Дмитро Левицький, Іван Макаров, Олександр Литовченко, Костянтин Флавицький, Іван  Айвазовський, Олексій Боголюбов, Олексій Саврасов, Федір Васильєв, Іван Шишкін, Іван Ендогуров, Ілля Рєпін, Олексій Харламов, Костянтин Маковський, Сергій Милорадович, Костянтин Савицький, Сергій Іванов, Михайло Врубель, Володимир Беклемішев, Михайло Пєсков, Іван Горюшкін-Сорокопудов, Аристарх Лентулов та ін.), радянських художників (Роберт Фальк, Кузьма Петров-Водкін, Олександр Самохвалов, Лариса Кіріллова та ін.).
Галерея має дві філії, які раніше були самостійними музеями: Музей однієї картини імені Г. В. Мясникова в Пензі і Музей скла і кришталю в місті Нікольськ Пензенської області.

## Галерея

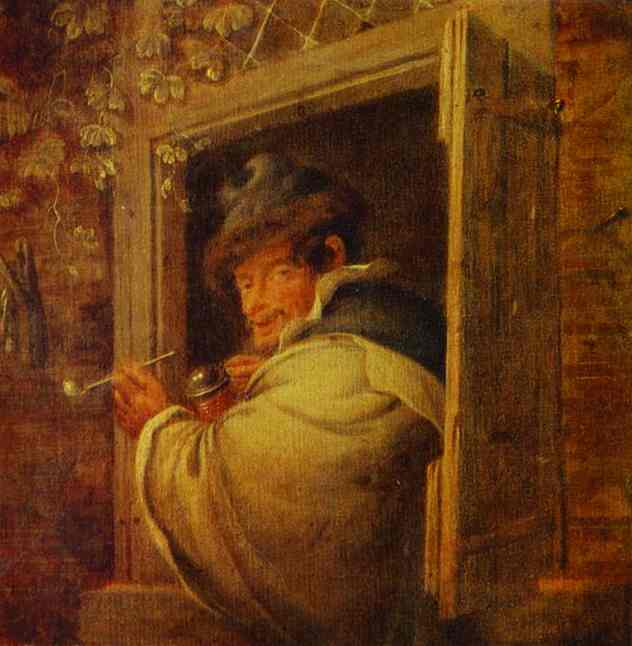
Адріан ван Остаде. Чоловік у вікні
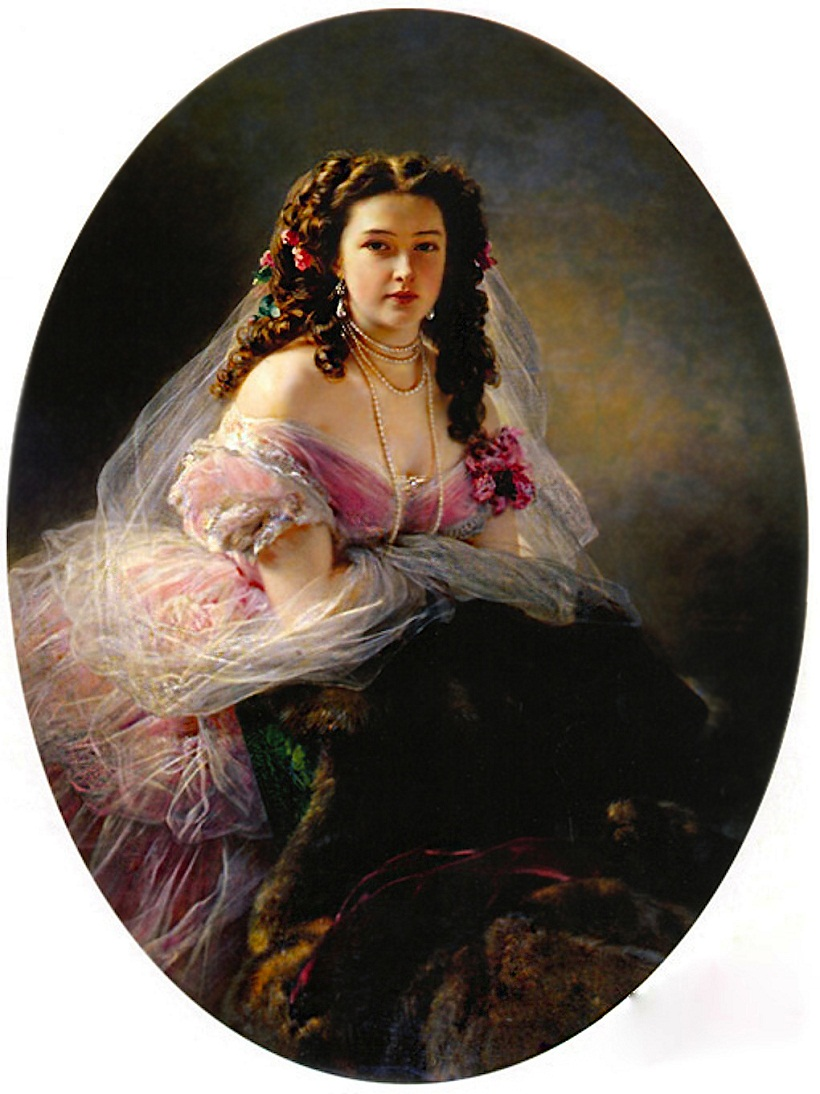
Франц Ксавер Вінтергальтер. Портрет Варвари Дмитрівни Римської-Корсакової
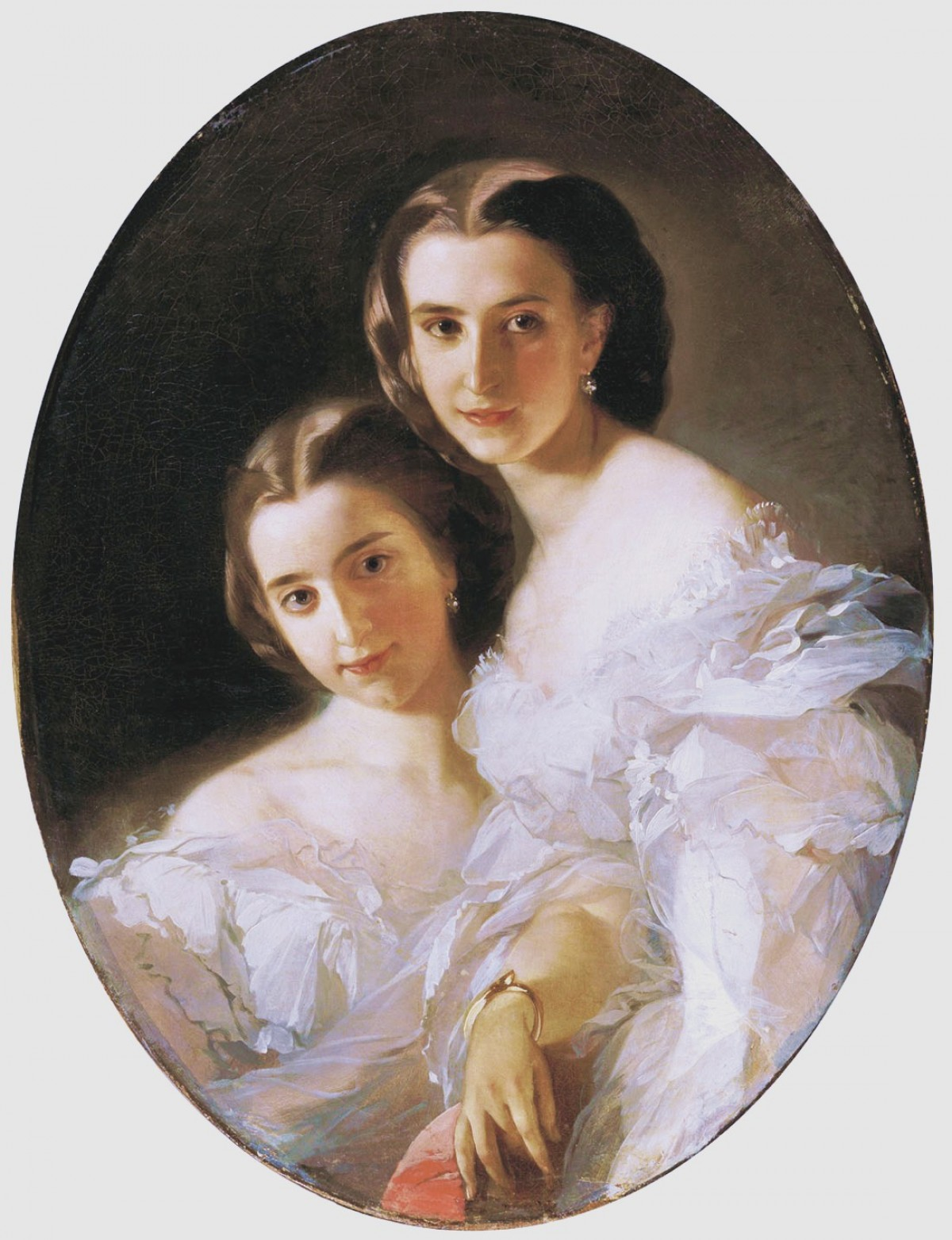
Іван Макаров. Портрет Ольги та Варвари Аропових
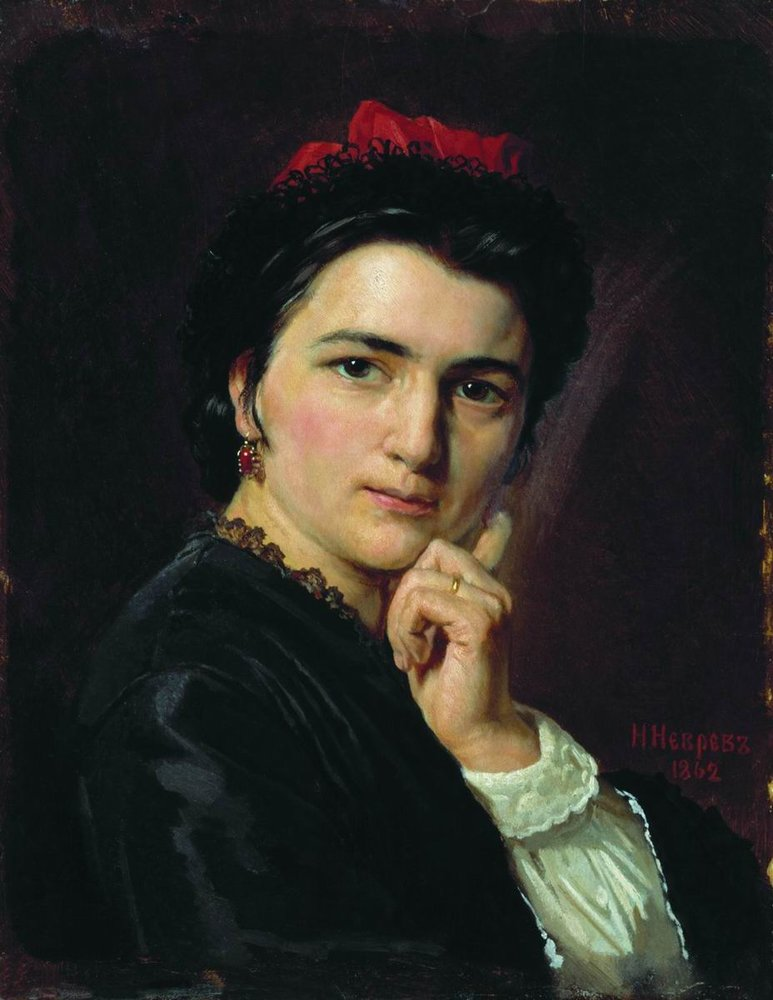
Микола Неврев. Портрет співачки Лелевої-Люцанської
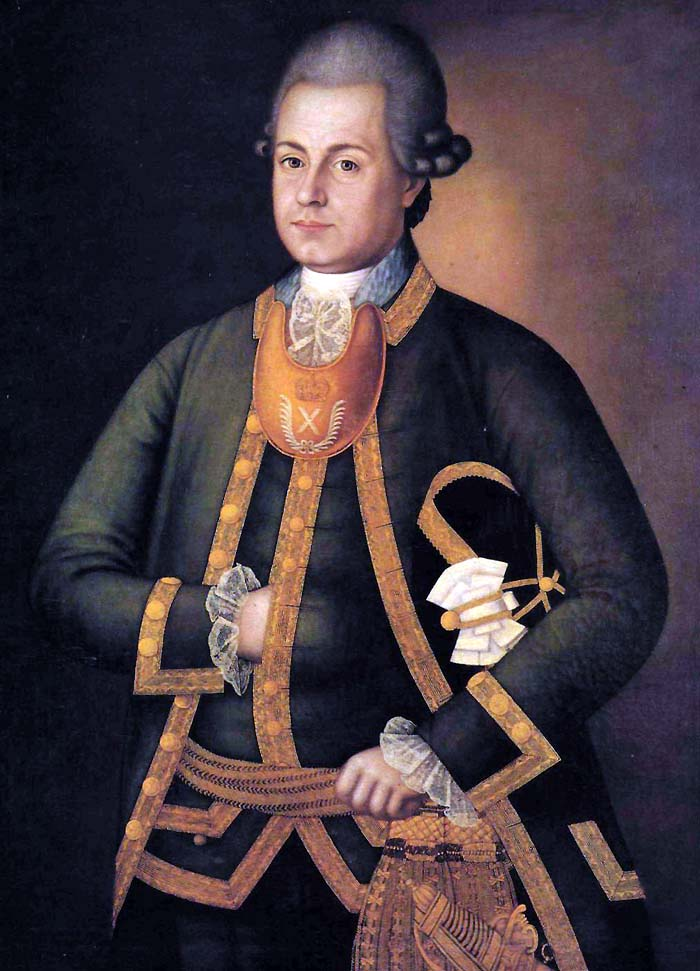
Іван Васильєв. Портрет офіцера лейб-гвардії Ізмайловського полку П.І.Ніротморцева
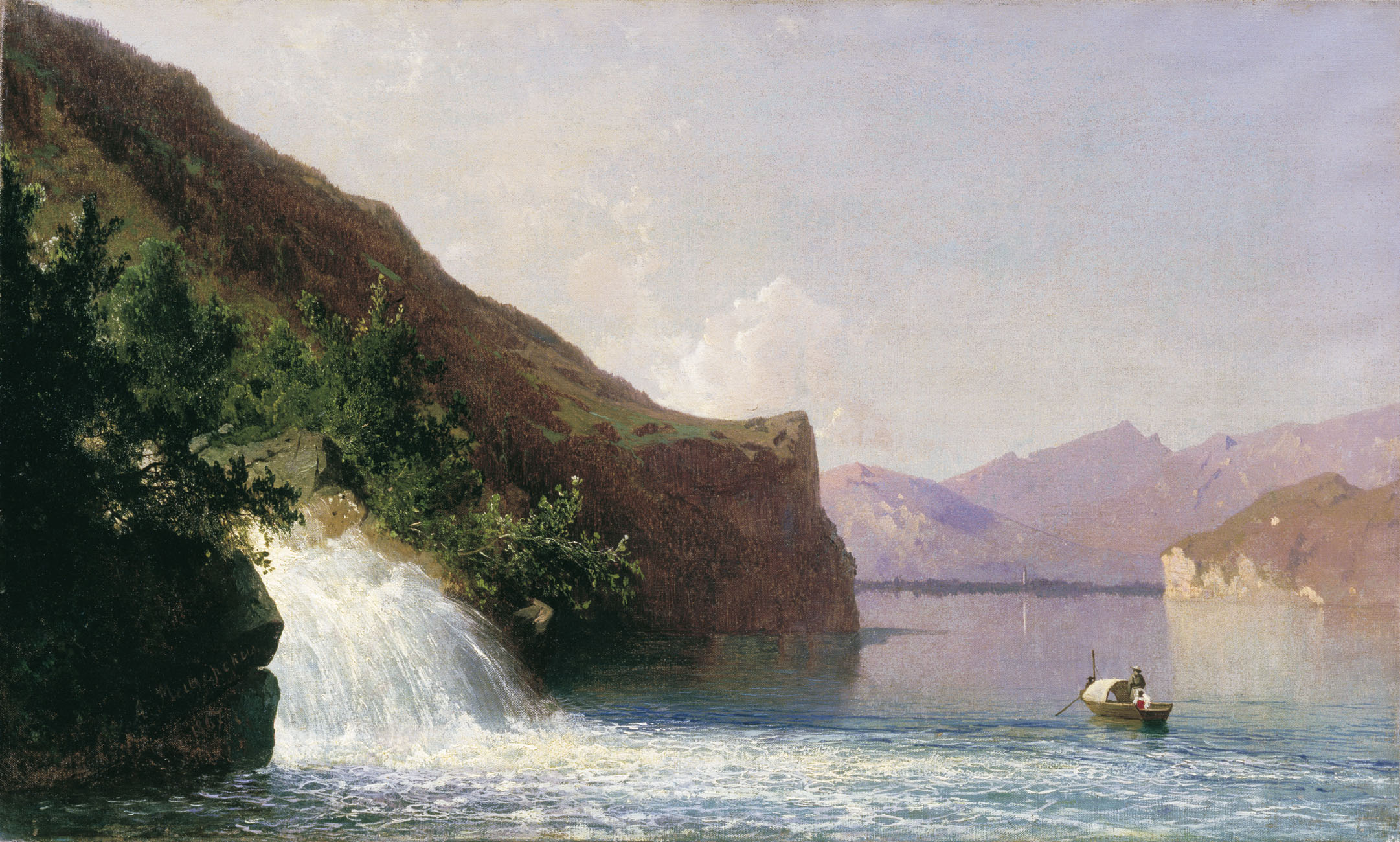
Арсеній Мещерський. Водоспад
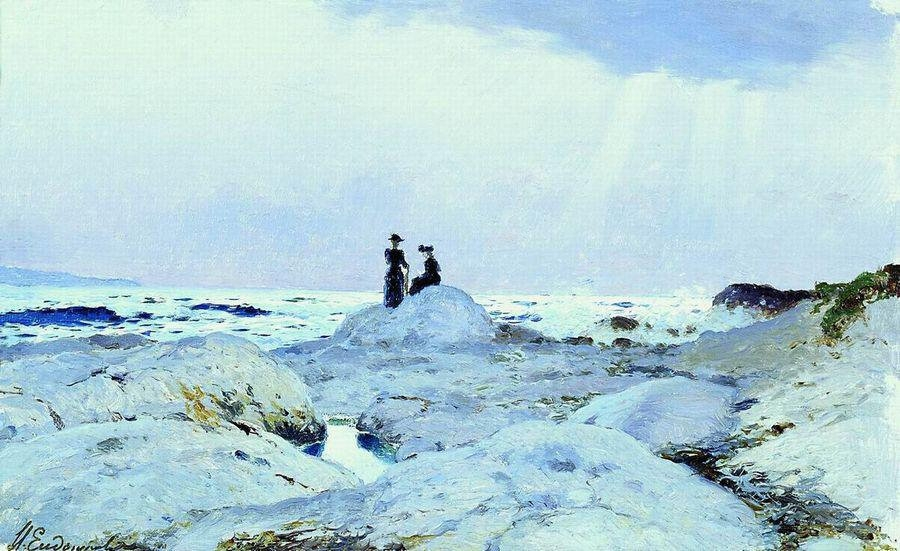
Іван Ендогуров. Море
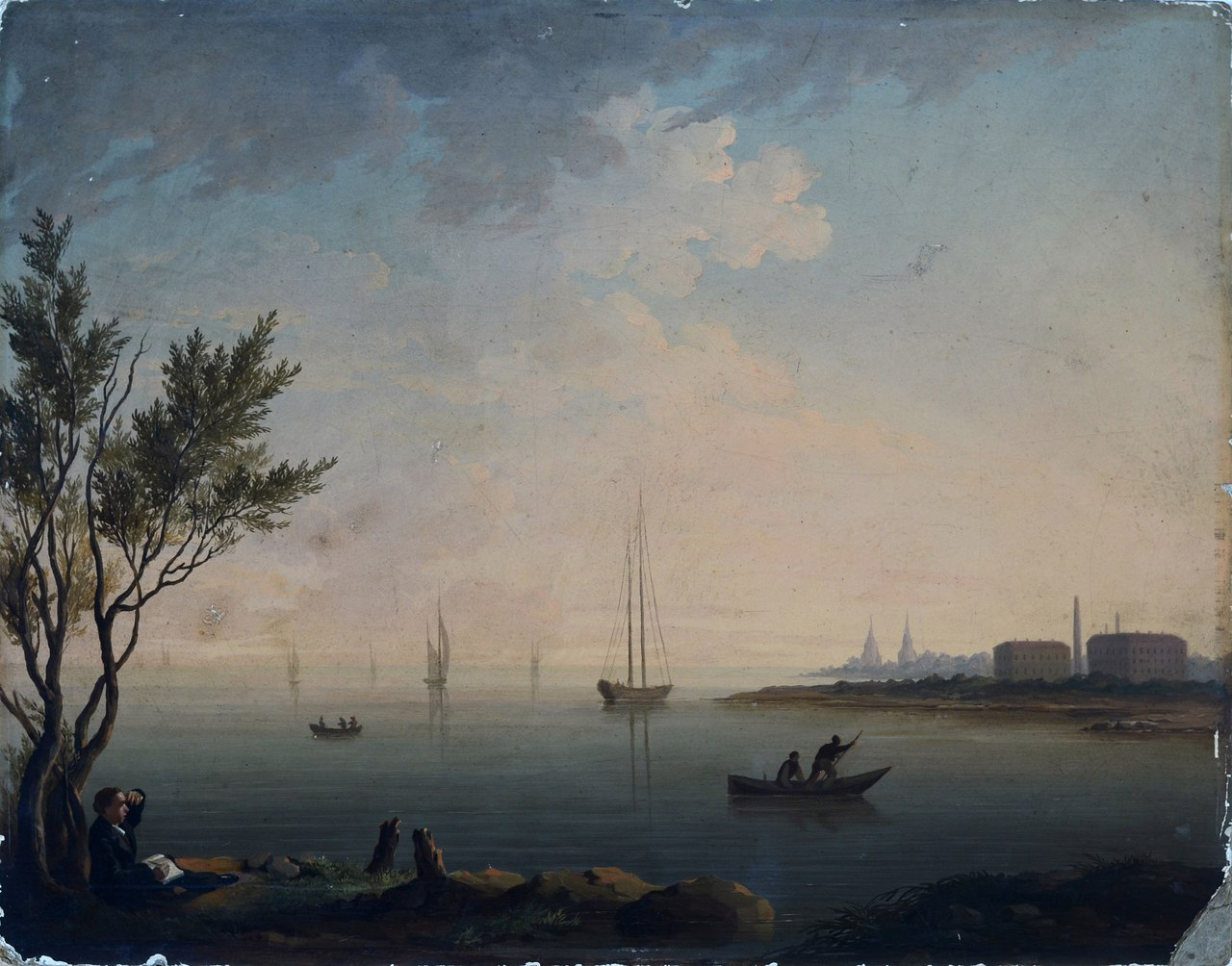
Аполлінарій Горавський. Берег моря